# Cavan (Costes del Nord)
Cavan (en bretó Kawan) és un municipi francès, situat a la regió de Bretanya, al departament de Costes del Nord. L'any 1999 tenia 1.129 habitants.

## Demografia
| 1962                                       | 1968 | 1975 | 1982  | 1990  | 1999  |
| ------------------------------------------ | ---- | ---- | ----- | ----- | ----- |
| 753                                        | 844  | 854  | 1.025 | 1.080 | 1.129 |
| Des de 1962: població sense dobles comptes |      |      |       |       |       |

## Llengua bretona
- El consell municipal va votar el 27 de maig de 2006 l'adhesió a la carta Ya d'ar brezhoneg.
- En el curs 2007, el 33,2% dels alumnes del municipis eren inscrits a la primària bilingüe.[1]

## Administració
| Període   | Identitat          | Partit |
| --------- | ------------------ | ------ |
| 1977-2006 | Pierre-Yvon Trémel | PS     |
| 2006-     | Pierre-Yves Nicol  |        |